# Ján Figeľ
Ján Figeľ (ur. 20 stycznia 1960 we Vranovie nad Topľou) – słowacki polityk i inżynier, komisarz UE ds. edukacji, szkoleń, kultury i młodzieży (2004–2009), od 2009 do 2016 przewodniczący Ruchu Chrześcijańsko-Demokratycznego, w latach 2010–2012 wicepremier oraz minister transportu, poczty i telekomunikacji w rządzie Ivety Radičovej.

## Życiorys
W 1983 ukończył elektroenergetykę na Politechnice w Koszycach, po czym był zatrudniony jako pracownik badawczy w zakładach ZPA w Preszowie (do 1992). W 1992 uzyskał mandat posła do słowackiej Rady Narodowej (wykonywał go do 1998), był w tym czasie również członkiem Zgromadzenia Parlamentarnego Rady Europy (1993–1998).
W latach 1995–2000 pracował jako wykładowca stosunków międzynarodowych na uniwersytecie w Trnavie. Był głównym słowackim negocjatorem w czasie negocjacji przedakcesyjnych z UE (2000–2003), a także członkiem Konwentu Europejskiego z ramienia rządu Słowacji (2001–2003). W 2002 ponownie uzyskał mandat do Rady Narodowej, pełnił obowiązki przewodniczącego Komitetu Spraw Zagranicznych (do 2004). W 2004 uzyskał nominację na komisarza UE ds. przedsiębiorstw i społeczeństwa informacyjnego (wspólnie z Ollim Rehnem). W listopadzie tego samego roku objął funkcję komisarza ds. edukacji, szkoleń, kultury i młodzieży, którą pełnił do 30 września 2009.
Po odejściu z KE został przewodniczącym Ruchu Chrześcijańsko-Demokratycznego. W 2010 i 2012 ponownie wybierany do Rady Narodowej. 9 lipca 2010 objął funkcję wicepremiera i ministra transportu, poczty i telekomunikacji w rządzie Ivety Radičovej, pełnił ją do 4 kwietnia 2012.
W marcu 2016, gdy KDH nie przekroczył wyborczego progu i znalazł się poza parlamentem, zrezygnował z kierowania partią. Był później specjalnym przedstawicielem przewodniczącego KE do spraw wolności religii i wyznania poza UE.

## Wyróżnienia
- Tytuł doktora honoris causa Universitatea Creștină „Dimitrie Cantemir” w Bukareszcie (2008)[4]